# Ordina Open 2008
Ordina Open 2008 — тенісний турнір, що проходив на відкритих кортах з трав'яним покриттям. Це був 19-й за ліком Rosmalen Grass Court Championships. Належав до серії International у рамках Туру ATP 2008, а також до серії Tier III в рамках Туру WTA 2008. І чоловічі, і жіночі змагання відбулись в Autotron park у Rosmalen, поблизу Гертогенбос (Нідерланди) й тривали з 15 до 21 червня 2008 року.

## Фінальна частина

### Одиночний розряд, чоловіки
Давид Феррер —  Марк Жікель, 6–4, 6–2
- Для Феррера це був 2-й титул за сезон і 7-й — за кар'єру.

### Одиночний розряд, жінки
Тамарін Танасугарн —  Дінара Сафіна, 7–5, 6–3
- Для Танасугарн це був 1-й титул за рік і 2-й — за кар'єру.

### Парний розряд, чоловіки
Маріо Анчич /  Юрген Мельцер —  Магеш Бгупаті /  Леандер Паес, 7–6(7–5), 6–3

### Парний розряд, жінки
Марина Еракович /  Міхаелла Крайчек —  Ліга Декмеєре /  Анджелік Кербер, 6–3, 6–2